# Mű Cassiopeiae
A μ Cassiopeiae a Kassziopeia csillagkép egyik halvány fősorozati csillaga, a Napunknál kisebb sárga törpe. Távolsága 24,63 fényév.

## Leírása
A csillag Bayer szerinti jele μ, Flamsteed listájában 30-as sorszáma van. Arab eredetű neve, a Marfak ma már ritkán használatos. Felszíni hőmérséklete és luminozitása a Napénál kisebb. Ebből kifolyólag - bár közel van hozzánk - szabad szemmel csak fényszennyezéstől mentes, sötét égen látható. Távcsöves megfigyelésével megállapították, hogy sajátmozgása jelentős, majdnem eléri az évi 4 ívmásodpercet.

## Környezete
Amikor a Kassziopeia csillagkép felső delelésben van, azaz M alakot mutat, akkor a közepétől felfelé a zenit irányában, attól mintegy 7 fokra található a μ Cas, az 1 magnitúdóval fényesebb θ Cas-tól fél fokkal NyÉNy-i irányban. A csillagkép α-γ-δ-θ(μ) csillagai egy szabályos paralelogrammát alkotnak.

## Megfigyelése

### Kettőscsillag
A csillagnak vizuális észlelés szerint közeli társai nincsenek. Otto Struve 1832-ben 50″ távolságban egy 13m-s (F betűjelű), 276″ (4,5 ívperc) távolságban egy 11,3m-s (B betűjelű) kísérőt mért. Az előbbit 1854-ben még egyszer mérték, azután a főcsillag távolodása folytán elvesztette jelentőségét. A B komponensről 1998-cal bezárólag összesen 14 mérés található a WDS adatbázisában, ahol e két pár az STT 551 nevet viseli.
Sherburne Wesley Burnham, kettőscsillagokkal foglalkozó neves amerikai csillagász az 1900-as évek elején kezdte vizsgálni a nagy sajátmozgású csillagokat: a μ Cas 1907-ben került sorra. Az E betűjelű 12,3m fényességű csillagot 87,7″ távolságúnak mérte, róla azóta sem született több mérés. A kicsivel fényesebb, 12m-s C komponens 205,8″ távolságban található. Érdekessége, hogy nagyobb nagyítás két csillagra bontja. amelyek egymástól 4,2″ távolságban vannak: ez a CD pár, amelynek egy további mérése ismert 1998-ból. A kettősség okozza azt, hogy a GSC katalógusban non-star objektumként szerepel. Az AC, CD és AE párok BUP 14 néven ismertek.
Az alábbi térképrészlet bemutatja a μ Cas megtett útját 1830 és 2000 között a környezethez viszonyítva (az „s” jelű csillag nem katalogizált, de amatőr megfigyelése van), a táblázat pedig felsorolja a mért halványabb csillagokat és a rájuk vonatkozó paraméterek változását.
| Komponens betűjele | GSC sorszám (zónasz. 3673) | Szögtávolság              | Pozíciószög |
| ------------------ | -------------------------- | ------------------------- | ----------- |
| B                  | 194                        | 1897-ig csökken (185″-re) | növekszik   |
| CD                 | 40 (non-star)              | 1955-ig csökken (105″-re) | növekszik   |
| E                  | 119                        | 1927-ig csökken (45″-re)  | növekszik   |
| F                  | 134                        | 1842-ig csökken (28″-re)  | csökken     |

A felsorolt optikai kísérők mellett a csillagnak van egy fizikai társa is. 1973-ban W.C. Wickes fedezte fel a nagyon közeli, 10,7m fényességű társat, így a megfelelő katalógusokban WCK 1 Aa,Ab névkóddal található meg. A Drummond és munkatársai által számított pályát 1995-ben publikálták, amely szerint a keringési periódus 21,7 év. 2011-ben a komponensek szögtávolsága 1,48″, és szorosodik.

### Fényesség változás
Feltételezett változócsillag, 5,15-5,21m között változó fényességgel.